# Albert D. Shaw

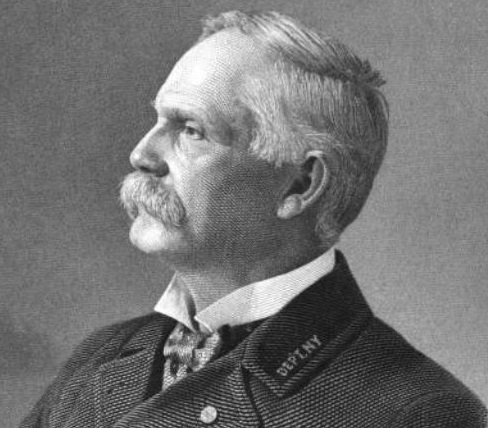
Albert D. Shaw

Albert Duane Shaw (* 21. Dezember 1841 in Lyme, New York; † 10. Februar 1901 in Washington, D.C.) war ein US-amerikanischer Politiker. Zwischen 1900 und 1901 vertrat er den Bundesstaat New York im US-Repräsentantenhaus.

## Werdegang
Albert Duane Shaw wurde ungefähr fünf Jahre vor dem Ausbruch des Mexikanisch-Amerikanischen Krieges im Jefferson County geboren. Er besuchte die Belleville Academy, die Union Academy und die St. Lawrence University in Canton. Nach dem Ausbruch des Bürgerkrieges verpflichtete er sich im Juni 1861 als Private in der Kompanie A des 35. Regiments der New York Volunteers. 1863 wurde er zum Sonderermittler im US-Kriegsministerium ernannt, stationiert im Provost Marshals-Hauptquartier in Watertown, wo er bis zum Ende des Krieges diente. 1866 saß er in der New York State Assembly. Er wurde 1867 zum Colonel im 36. Regiment der New York National Guard ernannt, trat allerdings 1868 zurück, um den Posten als US-Konsul in Toronto (Kanada) anzutreten. 1878 ernannte man ihn zum US-Konsul in Manchester (Großbritannien). Er wurde 1896 zum Department Commander in der Grand Army of the Republic von New York gewählt und 1899 einstimmig zum Oberbefehlshaber im nationalen Feldlager.
Politisch gehörte er der Republikanischen Partei an. Er wurde in einer Nachwahl im 24. Wahlbezirk von New York in den 56. Kongress gewählt, um dort die Vakanz zu füllen, die durch den Tod von Charles A. Chickering entstand. Sein Sitz im US-Repräsentantenhaus nahm er am 6. November 1900 ein. Er wurde bei den Kongresswahlen des Jahres 1900 in den 57. Kongress gewählt, verstarb allerdings am 10. Februar 1901 vor dem Ende des 56. Kongresses. Sein Leichnam wurde auf dem Brookside Cemetery in Watertown bestattet.